# 三迫仁志
三迫 仁志（みさこ ひとし、男性、1934年1月10日 - 2019年8月1日）は、日本の元プロボクサー、プロボクシング・プロモーター。現役時代は野口ボクシングジム所属で、引退後は三迫ボクシングジムを創設し会長、後に名誉会長を務めた。元日本プロボクシング協会会長、商学士。

## 来歴・人物
愛媛県新居浜市で出生し、当時の新居浜市長と懇意だったライオン野口の知遇を得てボクシングを始め上京、西条高校から明治高校へ転校、高校時代にプロデビュー。高校時代の同級生には後の読売ジャイアンツ監督藤田元司、明治大学同級生に野口の長男でキックボクシング生みの親でもある野口修がいた。
明大在学中に日本フライ級王者となり、約2か月後にOBF東洋フライ級王者となった。スパーリングパートナーに野口の次男である野口恭や後の協栄ボクシングジム会長金平正紀。1956年6月その3年前も10R判定負喫したレオ・エスピノサ（フィリピン）にOBF（現OPBF）東洋バンタム級王座獲得と二階級制覇と雪辱を果たすべく挑戦したが再び12R判定負け。
世界フライ級4位までランクが上昇したが、世界タイトル挑戦のチャンスに恵まれず、1958年4月4日、木村七郎に10R判定負けを喫した試合を最後に引退。通算51戦32勝6KO14敗5分11EX。
日本教育テレビ（現在のテレビ朝日）のプロボクシング番組のアドバイザーを経て、1960年に江東区塩浜でボクシングジム経営を開始した。千代田区飯田橋近くに事務所を置き、板橋区大山に練習場を置いた時代を経て、1990年4月から練馬区の東武練馬駅近くで運営。
これまで輪島功一、後に自身の長女と結婚し離婚する三原正、友利正といった世界チャンピオンを育成した。それ以外にも自身が現役時代得られなかった世界タイトル挑戦の機会を高橋美徳、桜井孝雄、門田新一、自身の甥（実兄の長男）三迫将弘、横沢健二、三谷大和、相澤国之、升田貴久に与えた。
フジテレビとタイアップし渡辺雄二・新井田豊・内藤大助・嘉陽宗嗣ら他ジム所属選手を含め数多くの世界タイトルマッチの開催に尽力、ダイヤモンドグローブを毎月定期開催する等、日本そしてアジアプロボクシング界を代表するプロモーターの一人で最大級の功労者として君臨する。
2014年2月をもって、マネージャー兼会長代行も務めてきた息子の三迫貴志に会長職を禅譲。自身は名誉会長となる。
2019年8月1日、東京都内の病院で死去。85歳没。

## ギャラリー

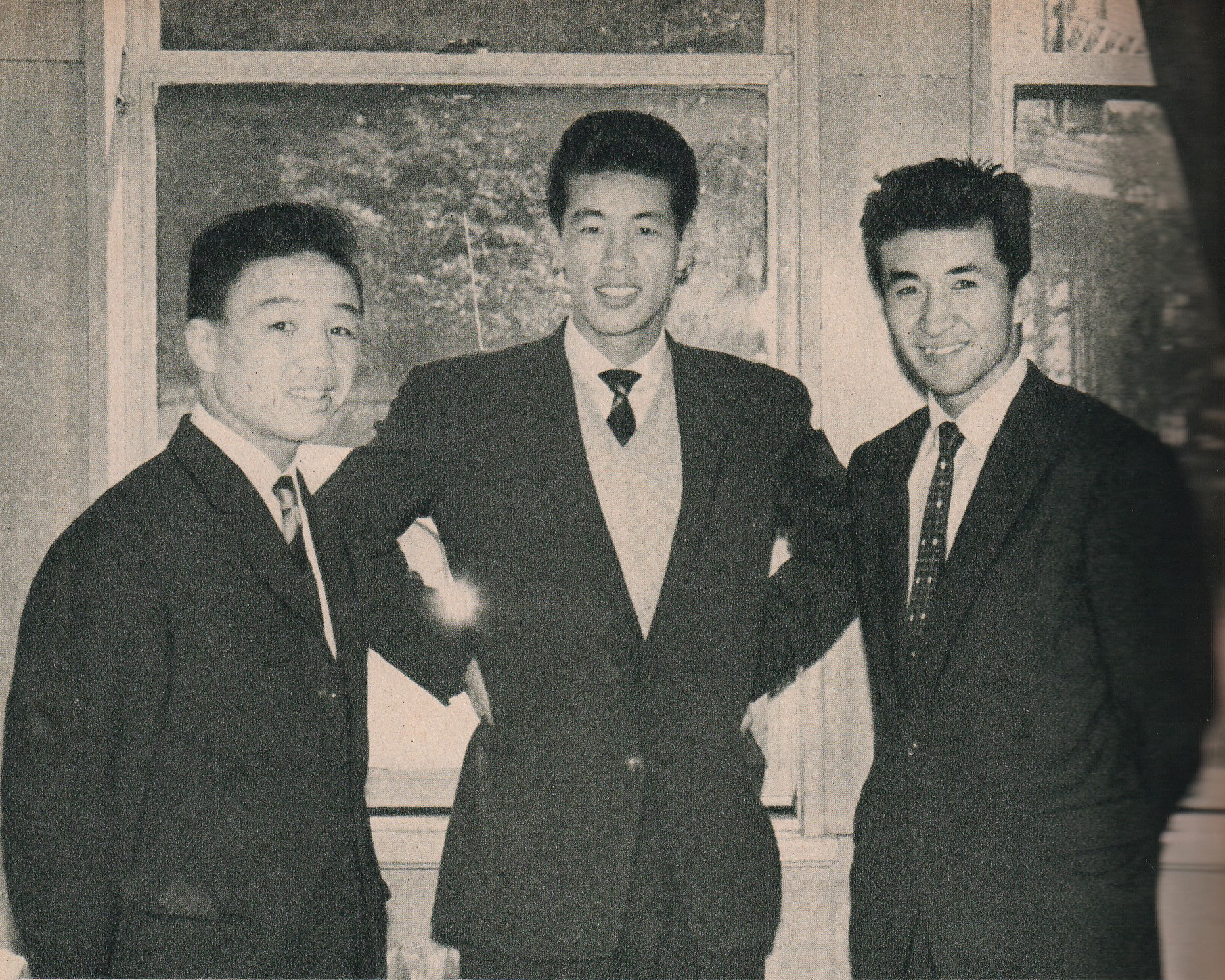
同級生の藤田元司、藤田の慶應義塾大学での先輩佐々木信也とともに（1956年11月）

## 受賞
- プロ・アマチュア年間表彰
  - 2019年度プロボクシング部門 特別賞[3]